# Менцель, Михаэль
Михаэль Менцель (нем. Michael Menzel; род. 9 февраля 1968, Камен) — немецкий гандболист, игравший на позиции правого крайнего. 

## Карьера

### Клубная
Михаэль Менцель начинал профессиональную карьеру в немецком клубе Обераден. В 1989 году Менцель перешёл в SG Weiche-Handewitt. В 1990 году Михаэль Менцель перешёл в Фленсбург-Хандевитт. В 1994 году Менцель перешёл в немецкий клуб ГК Киль, в составе которого стал чемпионом Германии 4 раза. В составе ГК Киль Михаэль Менцель сыграл во всех турнирах 216 матчей и забросил 334 голов. 

### В сборной
Михаэль Менцель сыграл за сборную Германии 16 матчей и забросил 27 голов.

## Достижения
- Чемпионат Германии: 1995, 1996, 1998, 2000
- Финалист лиги чемпионов ЕГФ: 2000
- Кубок Германии: 1998, 1999, 2000
- Суперкубок Германии: 1995, 1998
- Кубок ЕГФ: 1998

## Статистика
| Сезон     | Клуб    | Лига       | Матчи | Голы   | Голы   | Голы  |
| Сезон     | Клуб    | Лига       | Матчи | С игры | 7-метр | Всего |
| --------- | ------- | ---------- | ----- | ------ | ------ | ----- |
| 1994-95   | ГК Киль | Бундеслига | 28    | 32     | 0      | 32    |
| 1995-96   | ГК Киль | Бундеслига | 29    | 30     | 0      | 30    |
| 1996-97   | ГК Киль | Бундеслига | 29    | 59     | 0      | 59    |
| 1997-98   | ГК Киль | Бундеслига | 28    | 65     | 0      | 65    |
| 1998-99   | ГК Киль | Бундеслига | 20    | 31     | 0      | 31    |
| 1999-2000 | ГК Киль | Бундеслига | 16    | 6      | 0      | 6     |